# Oro Film
Oro Film  è stata una casa cinematografica italiana, fondata a Roma nel 1948 da Mario Francisci per la produzione e distribuzione di film.

## Storia
Fondata nel 1948 da Mario Francisci come S.r.l. per la produzione e distribuzione di film aveva la sede in via Varese 5 a Roma l'investimento iniziale fu di £ 50.000.. I film prodotti furono tre tutti diretti dal fratello di Mario il regista Pietro Francisci sino al 1953 quando la società chiuse l'attività.

## Filmografia
- Antonio di Padova, regia di Pietro Francisci (1949)
- Le meravigliose avventure di Guerrin Meschino, regia di Pietro Francisci (1951)
- La regina di Saba, regia di Pietro Francisci (1952)